# Kanton Froissy
Kanton Froissy (fr. Canton de Froissy) byl francouzský kanton v departementu Oise v regionu Pikardie. Skládal se ze 17 obcí. Zrušen byl po reformě kantonů 2014.

## Obce kantonu
- Abbeville-Saint-Lucien
- Bucamps
- Campremy
- Froissy
- Hardivillers
- Maisoncelle-Tuilerie
- Montreuil-sur-Brêche
- La Neuville-Saint-Pierre
- Noirémont
- Noyers-Saint-Martin
- Oursel-Maison
- Puits-la-Vallée
- Le Quesnel-Aubry
- Reuil-sur-Brêche
- Saint-André-Farivillers
- Sainte-Eusoye
- Thieux